# 수염마름
수염마름은 여러해살이풀로서 물에서 생활하며 줄기는 길게 뻗어 나온다. 잎은 마주나는데, 물속 잎은 긴 피침형인데 비해 물위 잎은 둥근 심장 모양이다. 꽃은 엷은 홍색으로, 잎겨드랑이에서 물 위로 나와 핀다. 열매는 긴 원기둥 모양이다. 주로 연못이나 습지에서 자라며, 한국에서는 중부 이남에 분포하고 있다.